# Эскадренные миноносцы типа «Дрёуг»
Тип «Дрёуг» (норв. Draug-klasse) — серия норвежских эсминцев. Проект был разработан верфью флота в Хортене в 1906 году и имел сходство с британскими эсминцами типа «Ривер».

## Строительство
С 1907 года по 1914 год на верфи в Хортене были построены три корабля этого типа, получившие названия в честь существ из скандинавской мифологии. Третий из них, «Гарм» был построен по изменённому проекту и стал первым норвежским кораблём с паротурбинной силовой установкой.

## Служба
Эсминцы типа «Дрёуг» оставались единственными эсминцами в составе ВМС Норвегии, после снятия с вооружения эсминцев типа «Валькюрьен», а также единственными построенными в Норвегии кораблями этого класса, до начала строительства нового типа «Слейпнер» в 1934 году.
К концу 1930-х годов эсминцы типа «Дрёуг» были выведены на хранение в резерв для экономии средств, но с началом Второй мировой войны вновь вошли в состав флота.
Все три корабля приняли участие в отражении германского вторжения в апреле 1940 года, при этом «Гарм» был потоплен, а «Тролль» захвачен Германией. «Дрёуг» же сумел уйти в Великобританию, где использовался вплоть до 1944 года, когда корабль был снят с вооружения в сдан на слом. «Тролль» был возвращён Норвегии после окончания войны. В 1949 году был корабль также снят с вооружения и продан на слом.

## Представители
| Название       | Закладка  | Спуск на воду      | Вступление в строй | Судьба                                                          |
| -------------- | --------- | ------------------ | ------------------ | --------------------------------------------------------------- |
| «Дрёуг» Draug  | 1907 года | 18 марта 1908 года | 1909 года          | снят с вооружения в 1944 году и пущен на слом                   |
| «Тролль» Troll | 1908 года | 7 июля 1910 года   | 13 марта 1912 года | снят с вооружения в 1949 году и пущен на слом                   |
| «Гарм» Garm    | 1912 года | 27 мая 1913 года   | 6 июля 1914 года   | потоплен германской авиацией 26 апреля 1940 года в Согне-фьорде |